# Pooyan
Pooyan (プーヤン?, Pūyan) è un videogioco arcade sparatutto sviluppato nel 1982 da Konami, che l'ha pubblicato in tutto il mondo eccetto in Nord America, dove invece è uscito su concessione della licenza a Stern Electronics. Il giocatore veste i panni di Mama, un maiale femmina che intende salvare i suoi figli (chiamati Pooyan) da assalti di lupi.
Ebbe un grande successo sia in Giappone sia all'estero e venne convertito su diversi home computer e console del tempo. Fu inoltre coinvolto nello sviluppo l'allora esordiente Tokuro Fujiwara.

## Trama
La storia è estrapolata dal manuale d'istruzioni della versione Famicom (traduzione non ufficiale):

## Modalità di gioco
In Pooyan occorre aiutare Mama, che si trova in un ascensore a cesto (manovrato dai Buuyan, altri due maiali), a eliminare il branco di lupi rapitori scoccando frecce dal suo arco. Il giocatore controlla il cesto col joystick, facendolo salire o scendere per il lato destro dello schermo. Nei livelli dispari i lupi si lanciano dal ramo di un albero verso l'erba sottostante appendendosi a palloncini; in quelli pari fanno l'esatto contrario, cioè gonfiano i palloncini sull'erba per cercare di risalire un dirupo volando con essi. In entrambi i casi tirano pietre a Mama, per eliminarla: non ci sono punti ferita, quindi Mama non deve farsi mai colpire, pena la perdita di una vita. I livelli del gioco sono infiniti: in ognuno di essi, escluso il primo, è presente un lupo capobranco, di colore viola (mentre gli altri lupi sono rossi), ma egli attacca Mama solo in quelli pari, dove si configura come nemico finale.
Le frecce, illimitate, vengono sparate verso sinistra fino a un massimo di due alla volta e consentono di scoppiare i palloncini, così da fare precipitare i lupi al suolo o anche ottenere punti casuali, scoppiando ancora una volta palloncini gonfiati anzitempo con pompe (presenti nei livelli pari), oppure cogliendo al volo la frutta assortita gettata dal lupo capobranco (questo invece nei livelli dispari). Centrare i lupi non sortisce alcun effetto, però devia la freccia in direzione verticale per colpire eventualmente un palloncino sottostante. A un certo punto al di sopra del cesto può apparire un cosciotto arrosto, che, se raccolto da Mama, può essere scagliato una volta sola al posto delle frecce, facendo cadere tutti i lupi lungo la sua traiettoria curva. 
Sempre in base al numero dei livelli vi sono altri modi di perdere le vite a disposizione. Nei livelli dispari, i lupi che riescono a toccare terra si posizionano poi in vari punti delle scale poste di fianco all'ascensore, e possono quindi azzannare direttamente la protagonista. Invece nei livelli pari Mama rischia di rimanere uccisa se non avrà impedito che almeno sette lupi raggiungano la cima del dirupo, su cui si trova un grosso masso che verrà da loro scaraventato sull'ascensore; se sul dirupo arriva il capobranco, questi diventa un lupo comune e Mama dovrà affrontare un'altra torma di lupi, comandata da un nuovo capobranco.
Esistono anche ripetitivi "livelli bonus" per incrementare il proprio punteggio base, dove si coglie una serie di frutti o dove si utilizzano solamente le munizioni speciali, ossia i cosciotti, al posto delle frecce. Nelle conversioni sono del tutto assenti, tranne in quelle MSX e Famicom.

## Colonna sonora
Due brani musicali arrangiati a 8 bit sono ascoltabili nel corso di Pooyan, almeno nell'originale arcade, ovvero The Other Day I Met a Bear nell'introduzione, e l'inizio del tema dell'Humoresque op.101 n.7 di Antonín Dvořák al primo completamento di un livello.

## Emulazioni
L'emulazione dell'originale arcade è stata inclusa all'interno di due diverse raccolte edite dalla Konami: Konami Arcade Classics, uscita nelle sale giochi giapponesi nel 1998 come Konami 80 e convertita l'anno seguente sulla console PlayStation, e Konami Classics Series: Arcade Hits del 2007 per Nintendo DS. Fu poi vendibile separatamente su confezione per PlayStation 2 solo in Giappone nel 2006, come 17° volume dell'antologia locale Oretachi Gēsen Zoku di Hamster Corporation. Anni più tardi, Hamster stessa l'ha incluso di nuovo in un'antologia ma stavolta digitale, ovvero Arcade Archives, scaricabile a parte tramite Nintendo eShop e PlayStation Store. Infine, quella emulata per Famicom è stata resa disponibile sullo store Virtual Console.

## Cloni
Sempre per arcade, esiste un bootleg di Pooyan che porta il nome di Pootan, prodotto da una compagnia sconosciuta e uscito nel medesimo anno dell'originale.